# Viva Nilla
Viva Nilla è una musicassetta incisa da Nilla Pizzi nel 1983, su etichetta Intensity.
"Pide" è uno pseudonimo usato dalla stessa Nilla Pizzi per firmare i testi.

## Tracce
Lato A
1. Non finirà (Pide - V. D'Acquisto - P.E. Bassi)
2. Champs Elysees (Pide - V. D'Acquisto - P.E. Bassi)
3. Rapsodia d'aprile (Pide - V. D'Acquisto - P.E. Bassi)
4. Volo di gabbiani (V. D'Acquisto - P. Prencipe)
5. Non mi respingere (Pide - V. D'Acquisto - P.E. Bassi)
6. Adieu Bye Bye (Pide - V. D'Acquisto - P.E. Bassi)

Lato B
1. È questo l'amore (Pide - V. D'Acquisto - P.E. Bassi)
2. Una sera d'estate (Pide - A. Biagioni - S. Zandoli - A. Zaghi)
3. Prenditi la mia vita (Pide - V. D'Acquisto - P.E. Bassi)
4. Il cono gelato (Pide - V. D'Acquisto - P.E. Bassi)
5. Guardiamoci negli occhi (Pide - V. D'Acquisto - P.E. Bassi)
6. A Rio Grande (Pide - V. D'Acquisto - P.E. Bassi)